# Райо Вальекано B
«Райо Вальекано B» (исп. Rayo Vallecano B) — испанский футбольный клуб из Мадрида, в одноимённой провинции и автономном сообществе, резервная команда клуба «Райо Вальекано». Клуб основан в 1956 году, гостей принимает на арене «Сьюдад Депортива», вмещающей 2 500 зрителей. В Примере и Сегунде команда никогда не выступала, лучшим результатом является 6-е место в Сегунде B в сезоне 2010/11.

## Сезоны по дивизионам
- Сегунда B — 4 сезона
- Терсера — 25 сезонов
- Региональная лига — 32 сезона

## Достижения
- Терсера
  - Победитель: 2009/10